# Leslie Charteris
Leslie Charteris, właściwie Leslie Charles Bowyer-Yin, (ur. 12 maja 1907, Singapur, zm. 15 kwietnia 1993, Windsor) – brytyjski pisarz znany z autorstwa serii powieści kryminalnych z postacią Simona Templara zwanego „Świętym” (The Saint).

## Życiorys
Był żonaty cztery razy:
- Pauline Schishkin
- Barbara Meyer
- Elizabeth Bryant Borst
- Audrey Long, aktorka filmowa.